# Capela de São Lourenço
A Capela de São Lourenço situa-se na entrada sul da cidade de Tomar, distrito de Santarém, Portugal.
A capela foi, desde a sua fundação, dedicada a São Lourenço e foi edificada no estilo manuelino.
No exterior da capela encontra-se o Padrão de D. João I, um painel de azulejos e a Fonte de S. Lourenço, símbolo da união dos exércitos de D. Nuno Álvares Pereira e do Mestre de Avis, antes da Batalha de Aljubarrota em 1385.
Em 1921 a capela e o padrão foram classificados como Monumento Nacional.